# Wales' historiske counties
Wales historiske counties er de tidligere underinddelinger af Wales. De blev brugt til forskellige funktioner i adskillige hundrede år, men til administrative formål er det blevet erstattet af de nuværende hovedområder, hvoraf nogle har en delvis lighed med de historiske navn og deres udbredelse. De bliver nogle gange omtalt som ancient counties.

## Counties
| County          | Walisisk navn                      | Befolkning (seneste) |
| --------------- | ---------------------------------- | -------------------- |
| Monmouthshire   | Sir Fynwy                          | 503.917              |
| Glamorganshire  | Sir Forgannwg eller Morgannwg      | 1.288.309            |
| Carmarthenshire | Sir Gaerfyrddin eller Sir Gâr      | 187.568              |
| Pembrokeshire   | Sir Benfro1                        | 125.055              |
| Cardiganshire   | Sir Aberteifi eller Ceredigion     | 72,992               |
| Brecknockshire  | Sir Frycheiniog                    | 43.376               |
| Radnorshire     | Sir Faesyfed                       | 25.821               |
| Montgomeryshire | Sir Drefaldwyn3                    | 63.779               |
| Denbighshire    | Sir Ddinbych                       | 174.151              |
| Flintshire      | Sir y Fflint                       | 60.012               |
| Merionethshire  | Sir Feirionnydd eller Meirionnydd) | 38.310               |
| Caernarfonshire | Sir Gaernarfon                     | 121.767              |
| Anglesey        | Sir Fôn                            | 69.961               |